# Macrocybe praegrandis
Macrocybe praegrandis är en svampart som först beskrevs av Miles Joseph Berkeley, och fick sitt nu gällande namn av Pegler & Lodge 1998. Macrocybe praegrandis ingår i släktet Macrocybe och familjen Tricholomataceae.   Inga underarter finns listade i Catalogue of Life.